# شمس الربيع (فلم)
شمس الربيع هو فيلم دراما مغربي صدر سنة 1969، من إخراج لطيف لحلو الذي شارك في كتابة السيناريو إلى جانب عبد الكريم غلاب، ومن بطولة حميدو بنمسعود، وفاطمة الشيخ، وفاطمة الركراكي، وعزيز موهوب، ومحمد الكغاط. ينقل الفيلم تفاصيل حياة موظف بسيط في الدار البيضاء، كاشفًا الصدامات والمآسي التي يمرّ بها هذا الموظف ذو الأصل القروي، والذي يجد صعوبة في التماهي مع المدينة والاندماج في نمط حياتها.
الفيلم مقتبس عن رواية للكاتب عبد الكريم غلاب، ويتيح لنا اكتشاف الدار البيضاء في ستينيات وسبعينيات القرن العشرين.
صُوّر الفيلم بجمالية بالأبيض والأسود، ويُعد محطة مفصلية في تاريخ السينما المغربية، حيث تأثر بشكل واضح بأجواء أفلام الموجة الجديدة، كما أنه أول فيلم يخرجه لطيف لحلو.

## القصة
يروي الفيلم قصة موظف متواضع من أصول قروية، يقرر مغادرة قريته والسفر إلى مدينة الدار البيضاء بحثًا عن وظيفة أفضل تضمن له مستقبلًا أكثر استقرارًا. إلا أن أحلامه تصطدم بواقع الحياة الحضرية القاسي؛ إذ يجد نفسه محاصرًا في روتين وظيفي خانق، وسط أجواء المدينة الصاخبة التي لا ترحم. يواجه صعوبات جمّة في التأقلم، وتتوالى عليه الإحباطات سواء في حياته المهنية أو العاطفية. وبرغم جهوده الحثيثة لتحقيق اندماج اجتماعي وطموح مهني، يزداد شعوره بالغربة والعزلة، وتخبو فرحته بالحياة تدريجيًا. وفي النهاية، يقرر العودة إلى قريته وإلى وظيفته القديمة، مدركًا أن بساطة الحياة الريفية أكثر صدقًا وطمأنينة من وهج المدينة الزائف.

## طاقم التمثيل
- حميدو بنمسعود
- فاطمة الشيخ
- فاطمة الركراكي
- عزيز موهوب
- محمد الكغاط
- إدريس بناني
- خديجة التازي
- لطيفة العلوي
- عمار بناصر

## وصلات خارجية
- مقالات تستعمل روابط فنية بلا صلة مع ويكي بيانات